# Jesús de Machaca
Jesús de Machaca è un comune (municipio in spagnolo) della Bolivia nella provincia di Ingavi (dipartimento di La Paz) con 15.556 abitanti (dato 2010).

## Cantoni
Il comune è suddiviso in 10 cantoni (popolazione 2001):
- Aguallamaya - 1.694 abitanti
- Chama - 1.278 abitanti
- Cuipa España de Machaca - 662 abitanti
- Jesús de Machaca - 862 abitanti
- Kalla Tupac Katari - 2.669 abitanti
- Khonkho San Salvador - 755 abitanti
- Mejillones de Machaca - 845 abitanti
- Santa Ana de Machaca - 363 abitanti
- Santo Domingo de Machaca - 588 abitanti
- Villa Asunción de Machca - 3.244 abitanti